# Didier Barbelivien
Didier Barbelivien, né le 10 mars 1954 à Paris, est un auteur-compositeur-interprète français.
Il a composé plus de deux mille cinq cents chansons depuis 1976, année lors de laquelle il écrit la chanson Michèle pour Gérard Lenorman. Un grand nombre d'artistes francophones ont interprété ses chansons, notamment Hervé Vilard, Gérard Lenorman, Michel Sardou, Johnny Hallyday, Dalida, Mireille Mathieu, Michèle Torr, Sylvie Vartan, Linda de Suza,  Sheila, Patricia Kaas, Garou, Julien Clerc et Céline Dion.
Reconnu d'abord en tant qu'auteur, il connait des succès d'interprète avec notamment les chansons À toutes les filles... et Il faut laisser le temps au temps, qui occuperont toutes les deux la première place du Top 50. Il est aussi l'auteur du générique d'Albator 78 interprété par Éric Charden pour qui il écrira le tube L'Été s'ra chaud.
Didier Barbelivien a reçu la Légion d'honneur en 2008. Il est membre de l'académie Alphonse-Allais depuis juin 2022 (parrainé par Claude Lelouch).

## Biographie
Didier Barbelivien est né le 10 mars 1954 dans le 14e arrondissement de Paris et passe ses vacances en Lozère, région d'où est originaire sa mère. Il est élevé au Congo où son père fait de l'import-export d'animaux domestiques, avant d'arriver en France à six ans.
À son arrivée en France, il habite deux ans et demi en Loire-Atlantique à la Chapelle Glain chez son oncle et sa tante. Une fois ses parents rentrés d'Afrique, Didier retourne vivre avec eux à Asnières puis Ormesson-sur-Marne jusqu’à l’âge de 13 ans. C’est à partir de cet âge qu'il vit à Paris, dans le 11e arrondissement, avec sa grand-mère et qu'il suit sa scolarité au lycée Chaptal jusqu’au bac avec son ami d’enfance Jean Marc Roberts (écrivain éditeur). Il suivra des études de droit à Paris.

### Carrière
Didier Barbelivien a tout juste 16 ans lorsqu’il commence à écrire de nombreuses chansons. Certains de ses textes feront l’objet d’adaptations de chansons à succès, comme le tube Méditerranéenne pour Hervé Vilard qui est une reprise de la chanson L'Italiano de Toto Cutugno[réf. nécessaire]. Il écrit la chanson Il y aura toujours des violons, (composée par Gérard Stern) pour Joël Prévost, représentant la France, en 1978, au Concours Eurovision de la chanson se déroulant à Paris ; Prévost se classe troisième sur vingt pays.
Didier Barbelivien est d’abord reconnu en tant qu’auteur compositeur. Il connaît son premier succès d’interprète en 1980 avec Elle, qui devient la 19e meilleure vente de l'année 1980 en France, puis en duo en 1990 avec Félix Gray, avec notamment les chansons À toutes les filles... (dans la même veine que la chanson de Julio Iglesias et Willie Nelson, To All the Girls I've Loved Before) et Il faut laisser le temps au temps qui occuperont la première place du Top 50,. En 1993, Didier Barbelivien surprend son public en revenant sur le devant de la scène avec une fresque historique Vendée 93, inspirée du roman de Victor Hugo Quatrevingt-treize. La chanson Les Mariés de Vendée, interprétée avec Anaïs est encore aujourd’hui l’un de ses plus grands succès.
En 1995, il écrit et compose avec François Bernheim la chanson Il me donne rendez-vous pour Nathalie Santamaria représentant la France au Concours Eurovision de la chanson. Elle est classée quatrième sur vingt-trois pays. L’année suivante, il signe tous les textes du spectacle musical Les enfants du soleil qui restera plusieurs semaines à l’affiche du Dôme à Marseille.
En 2003, il publie un album d'hommage à Léo Ferré, sobrement intitulé Léo, où il reprend une chanson écrite par lui et popularisée par Nicole Croisille : Léo, ainsi que diverses chansons écrites par Léo Ferré lui-même, comme La Mémoire et la Mer, Avec le temps, Thank you Satan, L'Idole, et Ton style.
Didier Barbelivien publie ensuite Envoie les clowns en 2005, adaptation de Send In The Clowns, chanson américaine de Glynis Johns, écrite et composée par Stephen Sondheim, extraite de la comédie musicale A Little Night Music, et chanté entre autres par Frank Sinatra. En 2007 sort États des Lieux, un album qui lui donne l'envie (pour la première fois de sa carrière) de monter sur scène, passant notamment par l’Olympia en janvier 2012 avant de continuer une tournée en France.
Son album Atelier d’Artistes, sorti en septembre 2009 dans lequel il revient sur les plus grandes chansons qu’il a écrites pour les autres, est certifié disque de platine. Cette même récompense lui est remise pour l'album Mes préférences (2011), dans lequel il rend hommage à tous les artistes qu’il admire en dressant quelques portraits magnifiques « à la manière de ». La chanson Jean de France, dédiée à Jean Ferrat est devenue une pièce maîtresse du répertoire de l’artiste et connaît un triomphe à chacun de ses concerts[source secondaire souhaitée]. En juin 2012 est parue une compilation de trois CD reprenant ses plus grands succès mais aussi deux inédits, La montagne et Que serais-je sans toi en duo avec Natasha St Pier.
Didier Barbelivien prépare un nouveau spectacle musical, Marie-Antoinette et le Chevalier de Maison-Rouge, co-écrit avec Antoine Rault, une adaptation du Chevalier de Maison-Rouge d’Alexandre Dumas. Le premier single, La France, sorti début 2015, est interprété par les premiers rôles de la comédie musicale : Kareen Antonn, Mickaël Miro, Slimane et Valentin Marceau.
En 2016, il sort un album plus intimiste intitulé Amours de moi, dans lequel il rend hommage à sa mère atteinte de la maladie d'Alzheimer avec Les Violons du passé. Deux chansons font référence à ses deux jumelles[source secondaire souhaitée], alors âgées de 5 ans : Amours de moi et Parc Monceau. En octobre 2020, il chante en duo avec Gilles Dreu le titre Choper ce temps[source secondaire souhaitée], sur le nouvel album de ce dernier : Le comptoir des amis.
Opéré des cordes vocales en 2020, il anime à partir de la rentrée 2021 l'émission Dis-moi ce que tu chantes sur Europe 1, dans laquelle il interroge des personnalités sur leurs chansons préférées.

## Titres écrits pour d'autres artistes
Avec plus de deux mille chansons enregistrées, Didier Barbelivien est l’un des auteurs les plus prolifiques de sa génération. Il a notamment écrit pour d'autres artistes : L'Été s'ra chaud et la bande originale d'Albator et de San Ku Kaï (avec Éric Charden) ; Mon Italie, Pour te dire je t'aime, Là où je t'aime, C'était mon ami, Reviens-moi, Parce que je ne t'aime plus, Salut Salaud, Une femme à quarante ans (pour Dalida) ; Des soleils bleu blanc rouge et Les Avions, les Oiseaux pour Mireille Mathieu pour qui il a coproduit et écrit l'essentiel de l'album L'Américain en 1989 ; Petite fille du soleil (pour Christophe) ; Et tu danses avec lui (pour C. Jérôme) ; Gina et Est-ce que tu viens pour les vacances ? (pour David et Jonathan) ; Jamais nous, Un roman d'amitié (pour Elsa et Glenn Medeiros) ; Je te survivrai (pour Jean-Pierre François) ; Mandy, Dimanche après-midi (pour Claude François) ; Elle m'oublie, Du même côté de la rivière, Monsieur Paul, Comme le soleil, Autoportrait sous le pseudonyme de Maurice Lindet (pour Johnny Hallyday) ; L'étrangère (pour Linda de Suza), Mon mec à moi et Mademoiselle chante le blues (pour Patricia Kaas) ; Elle préfère l'amour en mer et Il tape sur des bambous (pour Philippe Lavil) ; Réussir sa vie (pour Bernard Tapie) ; Michèle, Et moi je chante (pour Gérard Lenorman) ; 28° à l'ombre (pour Jean-François Maurice) ; Les Sunlights des tropiques et On va s'aimer (pour Gilbert Montagné) ; J'étais un ange (pour Michel Delpech) ; Nice baie des anges (pour Dick Rivers) ; Quand je t'aime et Loin des yeux, loin du cœur (pour Demis Roussos) ; Rouge, Les Yeux d'un animal, Le Privilège, La Rivière de notre enfance (pour Michel Sardou) ; Le tam-tam du vent (pour Sheila) ; Reviens, Je l'aime tant et Méditerranéenne (pour Hervé Vilard) ; La Religieuse (pour Céline Dion) ; L’Adieu, Hemingway (pour Garou) ; L'Aquarium (pour Jean-Pierre Santiana), Ce qui me manque (pour Julio Iglesias) ; C'est fatal, Darina (pour Sylvie Vartan), À vous jusqu'à la fin du monde, Mademoiselle, Un père c'est fait pour ça (pour Julien Clerc).

## Plagiat
Le 9 octobre 2024, il est condamné, avec Gilbert Montagné, par la cour d’appel de Paris, pour plagiat après s'être inspiré de la chanson Une fille de France de Gianni Nazzaro publiée en 1979 pour composer le tube On va s'aimer, cinq ans plus tard. Il ne touchera désormais plus de droits d’auteur sur ce titre,,.

## Vie privée

### Couple

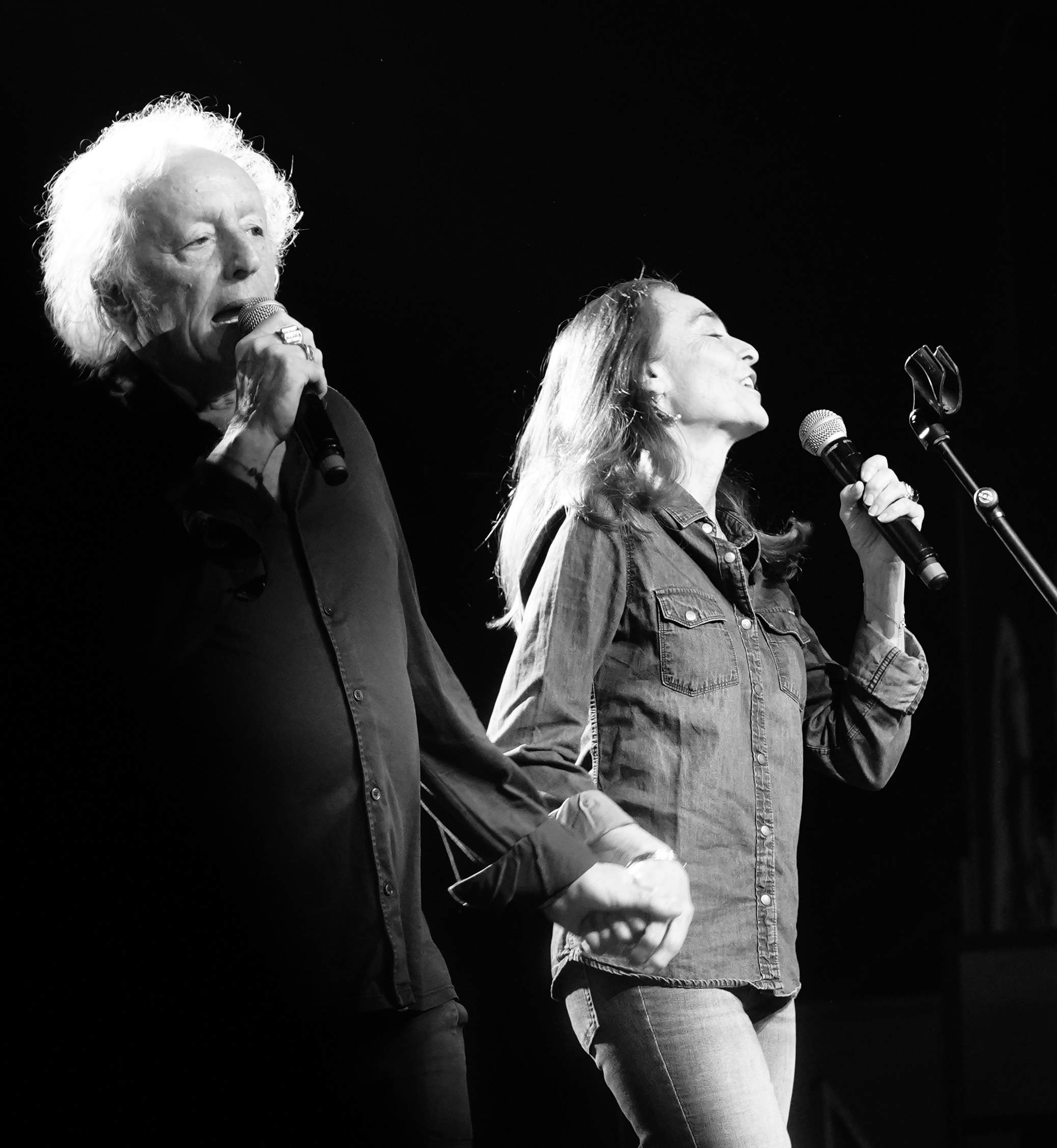
En concert avec Anaïs.

Didier Barbelivien se marie en 1982 avec Christine Cochet. Ils ont un fils prénommé David, né le 10 mars 1981. En 1992, il est le compagnon de la chanteuse Anaïs avec qui il a chanté plusieurs chansons en duo. En 2004, Didier Barbelivien rencontre Laure Bernardini, née en 1981, et l'épouse le 30 août 2012 à la mairie de Neuilly-sur-Seine. Ils ont des jumelles, Louise et Lola, nées le 25 décembre 2010.

### Opinions politiques
Ami de longue date de Nicolas Sarkozy, Didier Barbelivien l'a soutenu en 2012, et en 2016.

## Discographie

### Principales chansons
- Être César
- Elle (1980)
- Elsa (1982)
- Vive le Roi
- À toutes les filles... avec Félix Gray (1990)
- Il faut laisser le temps au temps avec Félix Gray (1991)
- E vado via avec Félix Gray
- Les Mariés de Vendée avec Anaïs (1992)
- Quitter l'autoroute avec Anaïs
- C'est d'quel côté la mer
- Là où je t'aime (1985)
- Chanteur de slow
- Puy du fou
- Jean de France
- Baobab
- Les violons du passé (2016)

### Albums
- 1995 : Que l'amour
- 1997 : Yesterday les Beatles
- 2001 : Chanteur français

- 2015 : Marie-Antoinette et le Chevalier de Maison-Rouge
- 2016 : Amours de moi
- 2018 : Créateur de chansons
- 2022 : Didier Barbelivien

## Radio
- 1990 : Didier Barbelivien a composé et écrit des textes de jingles pour la radio Europe 2.
- 2016 : Les Étoiles d'Europe 1 le dimanche de 11 h à 12 h[15]
- 2021 : Dis-moi ce que tu chantes, le dimanche de 15 h à 16 h sur Europe 1.

## Publications
- Rouge Cabriolet, roman, Éditions Fixot, 1991.
- Léo Ferré, la chanson du bien-aimé (avec Dominique Lacout), Éditions du Rocher, 1993.
- Poetic Graffiti, Éditions Fixot, 1997.
- Je me souviens de tout, XO éditions, 2010.
- Pleure pas nostalgie, Éditions Albin Michel, 2019.
- La seule façon d'aimer, Éditions Fayard, 2024.

## Filmographie
- 2019 : Traîtres Apparences[16],[17] de Jimmy Baltais

## Décorations
- Chevalier de la Légion d'honneur en 2009[18]